# カルロス・エドゥアルド・ロドリゲス
カルロス・エドゥアルド・ロドリゲス・グティエレス（Carlos Eduardo Rodríguez Gutiérrez , 2000年7月27日 - ）は、ベネズエラ・モナガス州マトゥリン出身のプロサッカー選手。リーガFUTVE・モナガスSC所属。ポジションはMF。

## 来歴
アトレティコ・ベネズエラのユースチームから2016年シーズンにトップチームに昇格し、同年8月11日の国内カップ戦コパ・ベネズエラのミロネス・デ・グアヤナ戦で16歳でプロデビューを果たし、90分間フル出場。10月23日のJBLスリア戦で、リーグ戦初出場。翌2017年シーズンは5試合に出場した。

## 代表歴
2017年にチリで開催された南米U-17選手権に、U-17ベネズエラ代表の一員として出場。一次リーグの対U-17アルゼンチン戦に勝利するなど、全試合に先発出場。しかし、決勝リーグで5位終わり、FIFA U-17ワールドカップ出場はならなかった。 